# Полуянова (Тобольский район)
Полуянова — деревня в Тобольском районе Тюменской области. Административный центр Полуяновского сельского поселения.
Деревня находится на берегу рек Иртыш и Уса.

## История
Первые упоминание в дозорной книге 1623 года.
Деревню основал Николай Полуянов с братией.
В 1929 году появился колхоз «Карл Маркс».

## Население
| 2010 |
| ---- |
| 203  |

## Улицы
- Переулок Победы
- Береговой переулок
- Улица Строителей
- Новая улица
- Улица Победы
- Центральная улица
- Первомайская улица
- Заречная улица